# Fertin Pharma
Fertin Pharma A/S er en B2B-producent af farmaceutiske og nutraceutiske produkter baseret på orale og intra-orale leveringssystemer (herunder medicinsk tyggegummi). Firmaet holder til i Vejle, Danmark, men har faciliteter i både Indien og Canada. Fertin Pharma har på nuværende tidspunkt omkring 1100 medarbejdere. I 2021 solgte kapitalfonden EQT og Bagger-Sørensen-familien virksomheden til Philip Morris International for 5,1 mia. DKK.

## Organisation og ejerskab
Administrerende direktør er Michael Thomsen. 
Bestyrelsesformand er Christopher Beck Lambert.
Fertin Pharma er ejet af Claudio BidCo A/S, der er ejet af Claudio HoldCo A/S der igen er ejet af det New York-baserede firma PMI Global Services Inc.

## Historie
I 1978 købte Bagger-Sørensen Gruppen det svenske firma Fertin, der var kendt for deres V6-tyggegummi, som blev markedsført i Schweiz og Sverige. Fertin blev oprettet som et underselskab i Dandy-gruppen, og Fertins primære opgave var at udvikle medicinsk tyggegummi. Dandys eksisterende ekspertise på tyggegummiområdet fungerede således som udgangspunkt for Fertins udvikling af tyggegummi som medicindoseringssystem.
I begyndelsen af 1990’erne begyndte Fertin at producere nikotintyggegummi, hvilket hurtigt blev firmaets vigtigste produkt. I 2001 blev løsrivelsen fra Gumlink en realitet, da Fertin Pharma A/S blev et selvstændigt firma. I dag er Fertin Pharma en af verdens største producenter af nikotintyggegummi.
I 2004 åbnede Fertin Pharma en FDA-godkendt fabrik til produktion af nikotintyggegummi til det amerikanske marked. Således har Fertin nu fem produktionsområder, heriblandt også en gummibaseproduktion.
I 2011 åbnede Fertin et R&D-center i Mumbai, Indien, der er med til at udvikle nye tyggegummiprodukter.
I 2014 åbnede virksomheden et forskningscenter med fokus på hvordan nikotin virker i kroppen.
I 2015 åbnede virksomheden et cGMP produktionsanlæg i Goa, Indien
I 2017 købte kapitalfonden EQT Fertin Pherma; Bagger-Sørensen-familien geninvestere for 30% aktier.
I 2018 lancerede virksomheden en ny doseringsmetode: Zapliq - en hurtigopløselig tablet.
I 2019 opkøbte Fertin Pharma MedCan Pharma og det canadiske produktionsanlæg Tab Labs.
I 2021 blev virksomheden opkøbt af Philip Morris International.

## Eksterne kilder
- fertin.com Arkiveret 17. maj 2014 hos  Wayback Machine

55°43′43.5″N 9°35′10.9″Ø / 55.728750°N 9.586361°Ø
|  | Denne artikel om en virksomhed kan blive bedre, hvis der indsættes et (bedre) billede. Du kan hjælpe ved at afsøge Wikimedia Commons for et passende billede eller lægge et op på Wikimedia Commons med en af de tilladte licenser og indsætte det i artiklen. |